# 七海蒂娜
七海蒂娜（1993年12月8日—），日本AV女優。所屬事務所是エイトマンプロダクション。

## 經歷
曾以「七碧蒂娜（七碧ティナ）」為藝名參與偶像活動，在2018年4月改名為「七海蒂娜（七海ティナ）」。
2018年8月24日加入惠比壽麝香葡萄和現在的事務所モデルプロダクションエイトマン。。於2020年6月23日從惠比壽麝香葡萄畢業。
2019年1月10日以SODクリエイト的品牌「SODstar」的專屬AV女優身分出道。
在2021年5月舉辦的「FITNESS STAR JAPAN 2021-名古屋」中擔當主持人。
2020年6月24日在『Allright』以歌手的身分出道。
2020年7月25日，從FALENO轉移到「FALENOstar」。

## 外部連結
- 所属事務所　紹介ページ
- 七海蒂娜的X（前Twitter）
- 七海蒂娜的Instagram帳戶
- 七海ティナ的TikTok
- 七海ティナ オフィシャルサイト
- YouTube上的てなちゃんねる頻道

- 七海ティナ 所属レコード会社 （页面存档备份，存于）

- YouTube上的【MVフル】Allright／七海ティナ
- YouTube上的【MVフル】Wake up！／七海ティナ
- YouTube上的【MVフル】ねぇ？／七海ティナ

- mushreamオフィシャルサイト - 所屬單位
- YouTube上的mushream Channel頻道